# Ебановина
Ебановина је појам који се користи за различите врсте тамног, црног дрвета, велике густине. Најчешће се ради о неколико врста дрвета из рода Диоспyрос Абонос  али и неколико других тамних сорти дрвета, потпуно родно неповезаних, који се називају ебановином.

## Порекло и врсте
Овакве врсте дрвета углавном расту у суптропским и тропским крајевима. Најпознатија ебановина добија се од рода Диоспyрос ебенум којим обилују јужни делови Индије и Шри Ланка. Ово дрво се назива цејлонском ебановином. Осим цејлонске позната је још и камерунска ебановина коју карактерише тамна боја са сивим жилама и изражене отворене поре, затим мадагаскарски ебановина - врста дрвета Диоспирос периери Јум, која има тамносмеђу боју, врло мале поре, отпорна је на термите и воду, густина је око 1000 кг/м³, пламена ебановина пореклом  из Индонезије - врста дрвета Диоспирос целебица Бакх, жућкасто-беле боје, а језгро црно с карактеристичним узорком светложутих и смеђих пруга, који личе на пламене језике. Дрво је врло густо и отпорно, прашина изазива иритацију коже, очију и плућа. Макасар ебановина - дрво ебановине са карактеристичним узорком у облику наизменичних црних и смеђих пруга, Месечева ебановина - дрво врсте Диоспирос мун А. Цхев .; долази из Лаоса и Вијетнама.

## Употреба
Ебановина се користи првенствено у производњи намештаја. Такође се користи за производњу музичких инструмената (на пример, прекривач за врат виолинских инструмената, прагова, прибадача), билијарске столове и у уметности. Из историје је познато да је то било омиљено дрво за кваке на вратима и прозорима, дршке за прибор за јело, украси који су се користили за прављење иглица и кука за плетење или на дршкама бритви и ножева.
Ебановина се највише користи и цени као украсно дрво, због тамне боје и велике густине, због које се лако обрађује те има фину текстуру. Занимљиво је да ебановина због своје високе специфичне густине не плута, већ тоне у води. Поједине врсте дрва из рода Диоспyрос дају посебни пругасту ебановину која није у потпуности црна, већ име светлије и тамније пруге.
Ебановина се, због карактеристичне црне боје, користи у магичним обредима, а користе га и различита тајна и магијска друштва. Због древног веровања да ебановина штити од страха некада су се од овог дрвета правиле колевке.